# Edward Bruce (arciere)
Edward Malcolm Bruce (Aurora, 10 maggio 1861 – Chicago, 8 settembre 1919) è stato un arciere statunitense.
Partecipò alle gare di tiro con l'arco ai Giochi olimpici di Saint Louis 1904, in cui giunse sedicesimo nella gara di doppio York, diciannovesimo nella gara di doppio americano e quarto nella gara a squadre.